# Пам'ятки архітектури Білорусі (серія монет)
Серія пам'ятних монет «Пам'ятки архітектури Білорусі» (біл. Помнікі архітэктуры Беларусі) — серія білоруських ювілейних монет Національного банку Білорусі, присвячена архітектурним пам'яткам Білорусі.
Серію розпочато монетою, що присвячена Мірському замку 29 грудня 1998 року.
На сьогоднішній час викарбувані такі монети:
- Мірський замок — 29 грудня 1998
- Борисоглібська церква — 20 липня 1999
- Церква-фортеця Синковичі — 16 жовтня 2000
- Кам'янецька вежа — 20 грудня 2001
- Спасо-Преображенська церква — 8 грудня 2003
- Замок Радзивіллів. Несвіж — 16 листопада 2004
- Фарний костел. Несвіж — 18 жовтня 2005